# Allikmaa
Allikmaa es una localidad situada en el municipio de Lääne-Nigula, en el condado de Lääne, Estonia. Según el censo de 2021, tiene una población de 22 habitantes.
Está ubicada en el centro-este del condado, al sur de la costa del golfo de Finlandia (mar Báltico) y al oeste de la frontera con el condado de Harju.